# Diocesi di Bladia
La diocesi di Bladia (in latino Dioecesis Bladiensis) è una sede soppressa e sede titolare della Chiesa cattolica.

## Storia
Bladia, forse identificabile con Henchir-Baldia nell'odierna Tunisia, è un'antica sede episcopale della provincia romana di Bizacena.
Un solo vescovo è noto di questa sede, Potenzio, che fu tra i vescovi cattolici che parteciparono alla conferenza di Cartagine del 411, e che vide riuniti assieme i vescovi cattolici e donatisti dell'Africa. La sede aveva anche un vescovo donatista, ma gli atti della conferenza non ne trasmettono il nome.
Dal 1933 Bladia è annoverata tra le sedi vescovili titolari della Chiesa cattolica; dal 24 giugno 2021 il vescovo titolare è Víctor Iván Vargas Galarza, vescovo ausiliare di Cochabamba.

## Cronotassi

### Vescovi
- Potenzio † (menzionato nel 411)

### Vescovi titolari
- Jerome Emilianus Pillai, O.M.I. † (10 marzo 1949 - 18 luglio 1950 succeduto vescovo di Jaffna)
- Nicolas Pierre van der Westen, SS.CC. † (8 febbraio 1951 - 3 gennaio 1961 nominato vescovo di Pangkalpinang)
- Jan Mazur † (25 aprile 1961 - 24 ottobre 1968 nominato vescovo di Siedlce)
- Thomas Vose Daily † (31 dicembre 1974 - 17 luglio 1984 nominato vescovo di Palm Beach)
- José Vilaplana Blasco (20 novembre 1984 - 23 agosto 1991 nominato vescovo di Santander)
- Benjamin David de Jesus, O.M.I. † (11 ottobre 1991 - 4 febbraio 1997 deceduto)
- Oswald Gracias (28 giugno 1997 - 7 settembre 2000 nominato arcivescovo di Agra)
- António Augusto dos Santos Marto (10 novembre 2000 - 22 aprile 2004 nominato vescovo di Viseu)
- Bernardino Cruz Cortez (31 maggio 2004 - 27 ottobre 2014 nominato prelato di Infanta)
- Eduardo Vieira dos Santos (10 dicembre 2014 - 19 maggio 2021 nominato vescovo di Ourinhos)
- Víctor Iván Vargas Galarza, dal 24 giugno 2021